# تجزیه و تحلیل فاصله

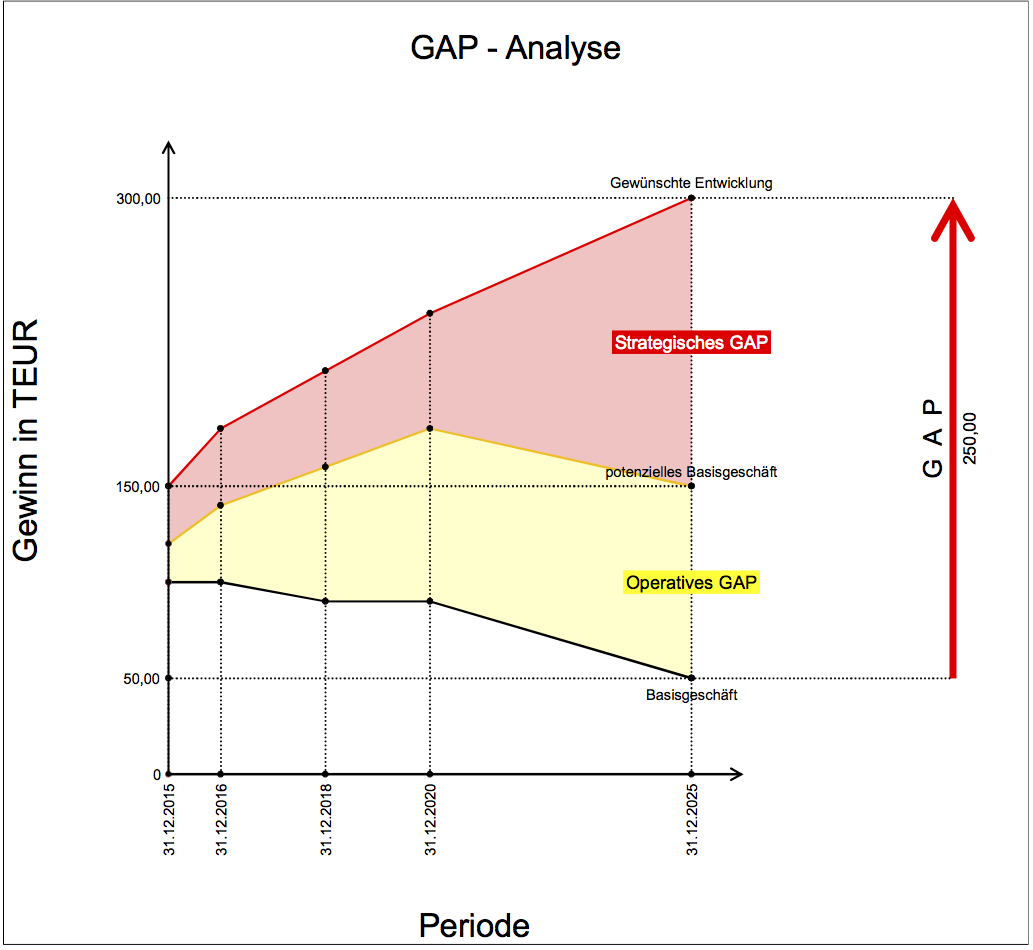
یک نمودار مربوط به تجزیه و تحلیل فاصله

در ادبیات علم مدیریت، تجزیه و تحلیل فاصله (انگلیسی: Gap analysis) اشاره به مقایسهٔ بین «کارایی واقعی و فعلی» و «کارایی بالقوه» یا «کارایی مطلوب» دارد.
ارزیابی کارایی فعلی و مطلوب می‌تواند کمی یا کیفی باشد.